# Somogyapáti
Somogyapáti es un pueblo ubicado en el distrito de Szigetvár, en el condado de Baranya, Hungría.

## Superficie
Posee una superficie de 10,70 kilómetros cuadrados.

## Demografía
Hasta 2019 la población era de 469 habitantes, con una densidad de población de 43,83 habitantes por kilómetro cuadrado.